# Tauromaquia en Guayaquil
La tauromaquia en Guayaquil se remonta desde el período colonial, donde se realizaron las primeras corridas de toros en el territorio que actualmente conforma el Ecuador. La denominada fiesta brava se mantuvo de forma interrumpida a través del siglo XX hasta su última corrida de toros en 2007. Actualmente, las corridas de toros se encuentran prohibidas en la ciudad.

## Historia

### Primeras corridas de toros
Los registros más antiguos de corridas de toros en la ciudad de Guayaquil se remontan a la creación de una plaza de toros en el sector de La Victoria en 1894, y que fue construida bajo la gestión del empresario español Antonio Moya. Esta pequeña plaza de toros tenía una arena de forma cuadrada con burladeros en la esquinas. La plaza de la Victoria estuvo en funcionamiento hasta 1904, sin embargo, durante sus diez años de corridas de toros varios toreros destacados a nivel mundial como Leandro Sánchez de León «Cachetas», Gáspar Díaz «Lavi», «Zocato», «Rebujina», Machío Trigo y Manuel Hermosilla, entre otros.

### Feria Taurina de Guayaquil y las últimas corridas de toros
Luego de mucho tiempo sin realizarse corridas de toros en Guayaquil, en el 2005 varios empresarios gestionaron la reapertura de las lidias de toros en la ciudad. Frente a esto, hubo varias protestas de grupos ecologistas que consideraban a estos espectáculos como una especie de tortura. Finalmente, la Fiesta Taurina de Guayaquil fue inaugurada el 29 de octubre de 2005, pese a los esfuerzos de miembros de la Fundación Protectora de Animales (FPA), quienes organizaron plantones a las afueras del Coliseo Voltaire Paladines Polo, en donde se desarrolló la corrida de toros.
En el 2006, la feria taurina convocó a más de 500 personas, que inició el 11 de noviembre de 2006. Se dio exhibición de caballos de paso y de un mano a mano entre los toreros Guillermo Albán y Mari Paz Vega. Nuevamente los defensores de los animales organizaron protestas en contra de la corrida de toros, en especial, una marcha que se prolongó por la avenida Kennedy hasta el Coliseo Voltaire Paladines Polo. Sin embargo, los manifestantes no lograron llegar a las boleterías ya que hubo un cordón policial de 50 policías que les impidieron el paso.
La Feria Taurina de Guayaquil de 2007, tuvo nuevamente como sede al Coliseo Voltaire Paladines Polo, el cual fue adecuado para un aforo de 8.500 espectadores. Para esta feria nuevamente se contó con la participación del torero guayaquileño Guillermo Albán, mientras que el rejoneador Guillermo Jarrín y Mehdi Savalli, estuvieron en las banderillas. La lidia se desarrolló el 9 de diciembre en un único día y contó con una corrida con seis toros y una exhibición de caballos de paso.
La última feria se desarrolló en los días 8 y 9 de noviembre de 2008. Se anunciaron cinco toros de la ganadería de Atocha, así como la presencia del torero portugués Luis Procuna, el rejoneador Vicente Arteaga y el guayaquileño Guillermo Albán, quien ejerció también como organizador del festival. Al igual que en los años anteriores, la feria tuvo una campaña de rechazo por parte de grupos protectores de animales.